# Gajewo (Kaliningrad)
Gajewo (russisch Гаево, deutsch Kropiens) ist ein Ort in der russischen Oblast Kaliningrad. Er gehört zur kommunalen Selbstverwaltungseinheit Stadtkreis Gurjewsk im Rajon Gurjewsk.

## Geographische Lage
Gajewo liegt im nordöstlichen Samland und ist 25 Kilometer von der Oblasthauptstadt Kaliningrad (Königsberg) entfernt. Durch den Ort verläuft die Kommunalstraße 27K-070 zwischen Uslowoje ((Königlich) Neuendorf) und Dobrino (Nautzken) an der Regionalstraße 27A-024 (ex A190). Bahnanbindung besteht über Dobrino an der Bahnstrecke Kaliningrad–Sowetsk (Königsberg–Tilsit).

## Geschichte
Das einst Kropiens genannte Dorf wurde im Jahre 1405 gegründet. Zwischen 1874 und 1930 war es in den Amtsbezirk Damerau (russisch: Sokolowka) eingegliedert und gehörte zum Landkreis Königsberg (Preußen) im Regierungsbezirk Königsberg der preußischen Provinz Ostpreußen. Im Jahre 1910 zählte das damalige Cropiens 173 Einwohner.
Am 30. September 1928 vergrößerte sich Kropiens um das Nachbardorf Rinau (heute russisch: Tschaikino), das eingemeindet wurde. Am 14. Mai 1930 fand eine Umgliederung der Landgemeinde Kropiens vom Amtsbezirk Damerau in den Amtsbezirk Gallgarben (russisch: Marschalskoje) statt, der anfangs auch zum Königsberger Kreis, von 1939 bis 1945 aber zum Landkreis Samland gehörte.
1933 registrierte man in Kropiens 557 Einwohner, 1939 waren es 538.
Infolge des Zweiten Weltkrieges kam Kropiens mit dem nördlichen Ostpreußen zur Sowjetunion. Im Jahr 1947 erhielt der Ort die russische Bezeichnung Gajewo und wurde gleichzeitig dem Dorfsowjet Saliwenski selski Sowet im Rajon Gurjewsk zugeordnet. Später gelangte der Ort in den Marschalski selski Sowet. Von 2008 bis 2013 gehörte Gajewo zur Landgemeinde Chrabrowskoje selskoje posselenije und seither zum Stadtkreis Gurjewsk.

## Kirche
Die fast ausnahmslos evangelische Bevölkerung von Kropiens gehörte bis 1945 zum Kirchspiel Postnicken (heute russisch: Saliwnoje) im Kirchenkreis Königsberg-Land II in der Kirchenprovinz Ostpreußen der Kirche der Altpreußischen Union. Heute liegt Gajewo im Einzugsbereich der in den 1990er Jahren neu entstandenen evangelisch-lutherischen Gemeinde in Marschalskoje (Gallgarben), einer Filialgemeinde der Auferstehungskirche in Kaliningrad (Königsberg) innerhalb der Propstei Kaliningrad der Evangelisch-lutherischen Kirche Europäisches Russland (ELKER).

## Persönlichkeiten des Ortes
- Franz Domscheit (* 15. August 1880 in Cropiens; † 1965), deutscher Maler